# Saint-Palais-sur-Mer
Saint-Palais-sur-Mer é uma comuna francesa localizada no departamento de Charente-Maritime na região administrativa da Nova Aquitânia, no sudoeste da França.